# Cimetière militaire allemand d'Andilly
Le Cimetière militaire allemand d'Andilly se trouve à 10 kilomètres au nord de Toul et trois kilomètres hors d'Andilly (Meurthe-et-Moselle). Avec 33 085 soldats morts, c'est le plus grand cimetière militaire allemand de la Seconde Guerre mondiale en France.

## Les morts
Au début du mois de septembre 1944, les troupes alliées se pressaient en direction de l'Allemagne. De la vallée du Rhône jusque sur la crête des Vosges et à la vallée du Rhin, les combats contre les troupes de repli allemandes ont causé des deux côtés des pertes énormes.

## Cimetière commun provisoire
En 1944, les Américains établirent ici un cimetière provisoire pour leurs ressortissants ainsi que pour les troupes allemandes en fuite, tombées au combat. Ce cimetière provisoire comprenait 5 000 sépultures.
Après la guerre, les Américains ont relevé leurs soldats et les ont réinhumés dans le cimetière militaire américain de Saint-Avold. Andilly est alors devenu un cimetière militaire allemand où reposaient à l'époque 5 000 victimes.

## Nécropole militaire Allemande
De Saint Avold, on regroupait 575 et d'Épinal-Dinozé 4 891 soldats allemands morts vers Andilly. En somme le chiffre des morts à Andilly s'augmentait à 11 000. Après l'accord franco-allemand sur les sépultures militaires en 1954, le Volksbund Deutsche Kriegsgräberfürsorge (Service d'Entretien des Sépultures Militaires Allemandes) a été chargé par le gouvernement allemand d'aménager cette nécropole militaire de regroupement pour les victimes de la Seconde Guerre Mondiale au début des années 1960. Ses membres et bienfaiteurs en ont financé l'entretien avec leurs cotisations et dons. 
À partir de 1957, le Volksbund a commencé à rechercher et à regrouper à Andilly les corps des soldats allemands tombés à l'ouest de Metz et dans onze départements : Nièvre, Saône-et-Loire, Côte-d'Or, Haute-Marne, Jura, Doubs, Haute-Saône, Vosges, Territoire de Belfort, Meuse et Meurthe-et-Moselle. On trouvait dans les Vosges 2 000 soldats allemands morts inconnus qui étaient transférés vers Andilly. C'est ainsi qu'avec 33'085 tombes, la plus grande nécropole militaire allemande pour la Seconde Guerre Mondiale en France a été créée. Au printemps 1961, on transforma le cimetière au point de vue jardinier. Il résulta un terrain d'atmosphère solennelle entouré de buissons et d'arbres. Le cimetière a été ouvert au public en 1962.

## Pour la paix
Voici le texte qui se trouve affiché à l'entrée de la Nécropole Militaire Allemande d'Andilly :
« Les tombes de soldats sont les grands prédicateurs de la Paix »
(Albert Schweitzer, Prix Nobel de la Paix)
Dans le cadre de camps de jeunesse internationaux, des jeunes gens de toute l'Europe aident toujours à l'entretien, et jettent ainsi les bases d'une compréhension mutuelle.
Les défunts de ce cimetière appellent à la Paix.

## Sources
1. ↑  (en) Cimetière Andilly à tracesofwar.com
2. ↑  (de) Site internet du «Volksbund Deutsche Kriegsgräberfürsorge» (le travail du Service d'Entretien des Sépultures Militaires Allemandes et description du cimetière à Andilly (Meurthe-et-Moselle))
3. ↑  (de) Deutscher Soldatenfriedhof in Frankreich. (Cimetière d'Andilly) En: Wochenspiegel du 1er juillet 2012